# Marzuq Yahaya
Mohammed Marzuq Yahaya (* 10. ledna 2004) je nigerijský fotbalový útočník, od února 2024 je hráčem FK Pardubice.

## Klubová kariéra
S fotbalem začal v Kanu International FA. Vzhledem k nízkému věku tohoto nigerijského fotbalisty je jeho kariéra vcelku úspěšná, podle opavského sportovního manažera Kolínka je vyspělý a umí se prosadit hlavou v útočných i obranných situacích. Do Česka přišel v létě roku 2022.
SK Slavia Praha U19
Do Slavie přišel dne 12. srpna 2022. Za rok stihl odehrát 14 soutěžních utkání a vstřelil 12 branek.

### Slezský FC Opava
Potom, co na testech ukázal svoje kvality, přestoupil dne 2. srpna 2023 do tohoto opavského klubu. Kuriozitou k jeho přestupu je to, že ve stejný den, co v Opavě podepsal kontrakt, hrál ligové utkání proti Příbrami, které skončilo porážkou 1:0 pro SFC Opava. V utkání odehrál 23 minut. Nastupuje střídavě v A i B-týmu. V říjnu 2023 mu vypršelo vízum pro pobyt, takže odjel zpět do Nigérie a zmeškal zbytek podzimní části. Vrátil se v únoru následujícího roku. Za Opavu nastřílel celkem 11 branek.

### FK Pardubice
Dne 21. února 2024 přestoupil do východočeského celku. Klub se dohodl s SFC, že zbytek sezóny dohraje v Opavě na hostování. Prvoligový debut si připsal dne 19. července 2024 proti pražské Spartě, kdy v 81. minutě střídal Zlatohlávka. Premiérovou branku v nejvyšší české soutěži vstřelil dne 5. dubna 2025 proti Bohemians, kdy v 71. minutě zvyšoval na konečný stav 2:0 pro domácí.

## Statistiky
K 17. prosinci 2024.
| Sezóna  | Klub                | Soutěž                               | Zápasy | Góly | Asistence | ŽK |
| ------- | ------------------- | ------------------------------------ | ------ | ---- | --------- | -- |
| 2022/23 | SK Slavia Praha U19 | Celostátní liga staršího dorostu U19 | 14     | 12   | -         | 1  |
| 2023/24 | SFC Opava           | F:NL                                 | 21     | 6    | -         | 4  |
| 2023/24 | SFC Opava B         | Divize F                             | 7      | 4    | ?         | 1  |
| 2023/24 | SFC Opava           | MOL Cup                              | 5      | 1    | -         | -  |
| 2024/25 | FK Pardubice        | Chance Liga                          | 15     | -    | -         | 3  |
| 2024/25 | FK Pardubice B      | ČFL B                                | 6      | 1    | -         | -  |